# Cisewski
Cisewski (Ciesiewski, Cisowski) – kaszubski herb szlachecki, znany z jedynego wizerunku pieczętnego.

## Opis herbu
Opis z wykorzystaniem zasad blazonowania, zaproponowanych przez Alfreda Znamierowskiego:
W polu niewiadomym pół podkowy pomiędzy dwoma gwiazdami: z prawej u dołu, z lewej u góry; pod podkową kwiat czteropłatkowy (być może róża). Klejnot i labry: brak.

## Najwcześniejsze wzmianki
Pieczęć Krzysztofa Cisowskiego z Cisowia z 1570.

## Rodzina Cisewski
Drobnoszlachecka rodzina z Cisowia. Pierwsza wzmianka z 1570. Kolejne wzmianki z 1682, 1772. Poza gniazdową wsią posiadali jeszcze części wsi: Odry, Wysoka Zaborska, Chośnica, Czapiewice, Czarnowo, Gliśno, Komorza, Dąbrówka, Woziwoda, Sobącz, Wałdowo.

## Herbowni
Cisewski (Ciesiewski, Cieszewski, Cisa, Cisowski, Cissowski, Ciszewski, Cysewski, Czeszewski, Czisczewski, Czisiewski).
Omawiany tutaj herb własny pojawił się tylko na jednej pieczęci. Od XVI stulecia notowano członków rodziny z herbem Księżyc (nieokreślony dokładnie, Pragert uważa, że może tu chodzić o herb nazywany przez Gajla Trzy Gwiazdy. Istniał niemal identyczny herb Księżyc) i innymi. Istnieli Cieszewscy herbu Jastrzębiec, utożsamiano ich czasami z kaszubskimi Cisewskimi. Mylono także kaszubskich Cisewskich z Czeszewskimi herbu Korona oraz Cisiewskimi herbu Cisiewski. Zatem od XVII stulecia notowano kaszubskich Cisewskich z herbami Jastrzębiec, Księżyc, Korona i Cisiewski.